# Kaklav
Kaklav (Xanthoparmelia conspersa) är en lavart som först beskrevs av Ehrh. ex Ach., och fick sitt nu gällande namn av Hale. Kaklav ingår i släktet Xanthoparmelia och familjen Parmeliaceae.  Arten är reproducerande i Sverige. Inga underarter finns listade i Catalogue of Life.

## Bildgalleri

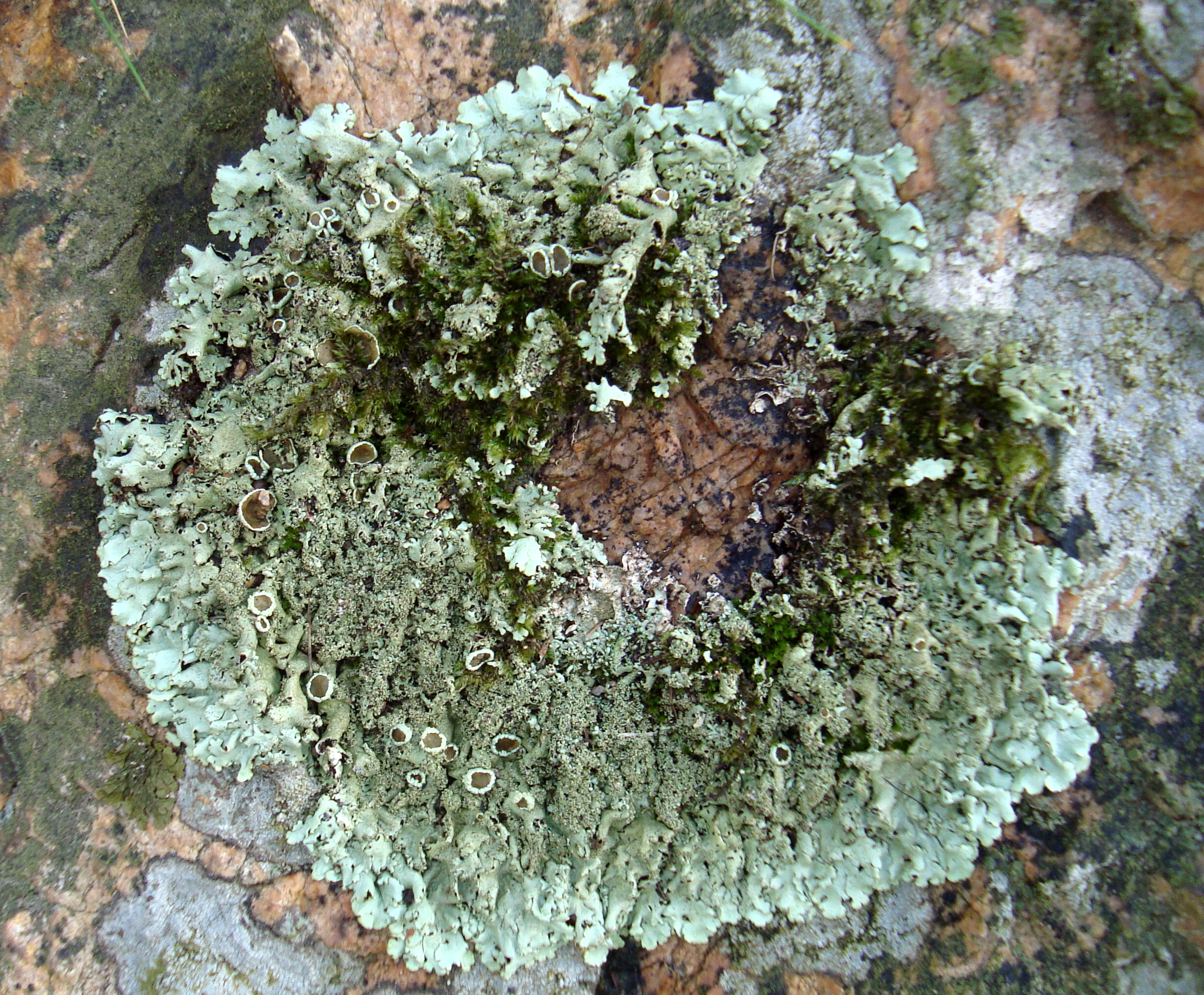
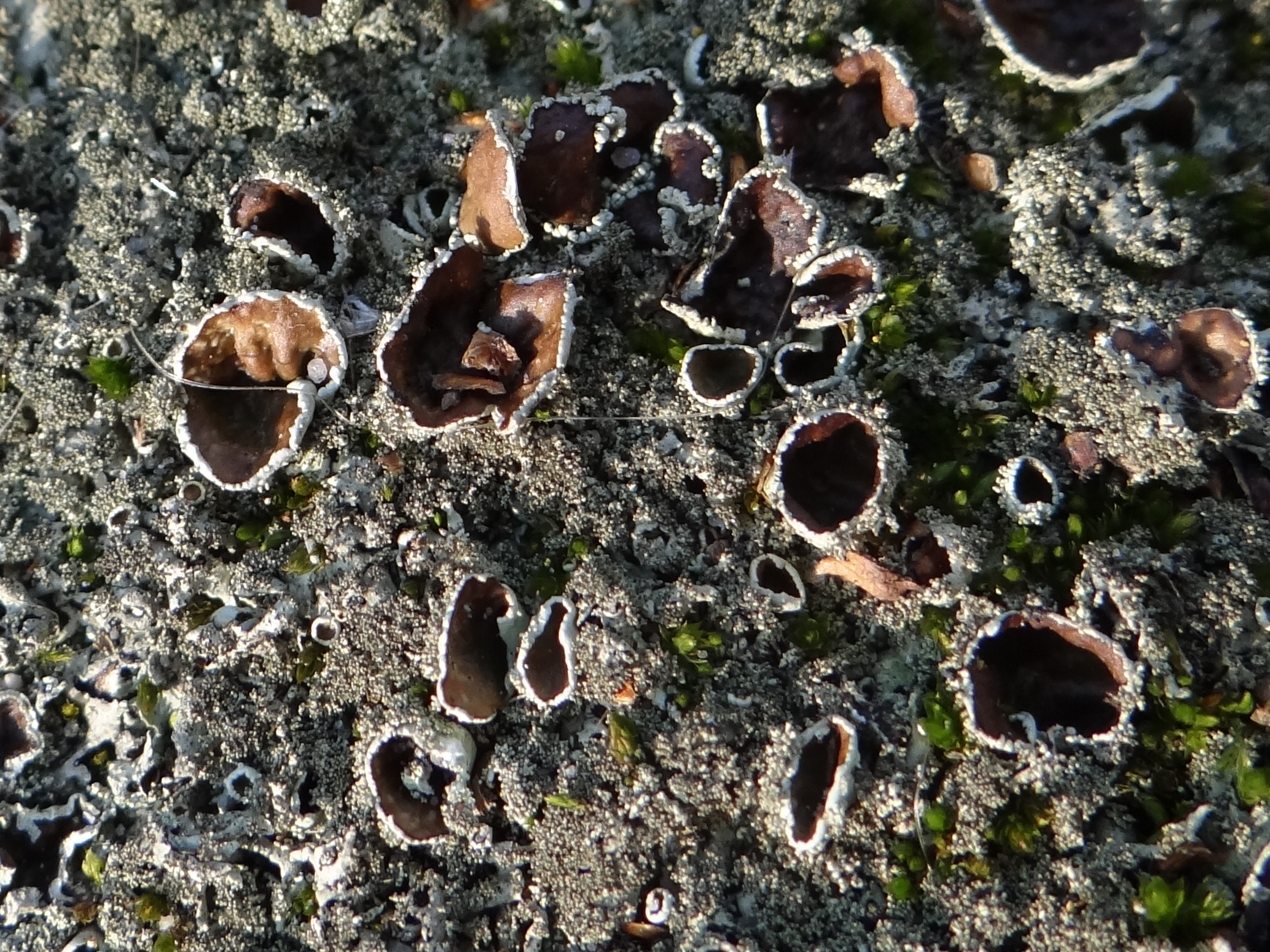